# Haute École Pédagogique BEJUNE
Die Pädagogische Hochschule der Kantone Bern, Jura und Neuenburg (franz. Haute école pédagogique des cantons de Berne, du Jura et de Neuchâtel, kurz: HEP BEJUNE) ist eine Pädagogische Hochschule und Aus- und Weiterbildungsstätte für Französisch sprechende Studenten und Studentinnen sowie Lehrpersonen der Schweizer Kantone Bern, Jura und Neuenburg.
Die Hochschule unterhält Standorte in Biel/Bienne, Delémont und La Chaux-de-Fonds. Sie ist durch die Schweizerische Konferenz der kantonalen Erziehungsdirektoren (EDK) akkreditiert. Sie bietet die Grundausbildung für Lehrpersonen der Primarstufe, der Sekundarstufe und der Sonderpädagogik sowie Weiterbildungen an. 